# 狹深海鮭
狹深海鮭，為輻鰭魚綱水珍魚目小口兔鮭科的其中一種，為深海魚類，分布於南冰洋斯科舍海海域，棲息深度0-2600公尺，體長可達16公分，棲息在中層水域，生活習性不明。